# James Younghusband
James Joseph Younghusband, född 4 september 1986 i Ashford, Surrey, är en engelsk-filippinsk fotbollsspelare som sedan 2011 spelar i Loyola och Filippinernas landslag. Även hans bror Phil är fotbollsspelare med landslagsmeriter.

## Karriär
James Younghusband startade sin karriär i Chelsea. Han spelade en del matcher i reservlaget men fick aldrig chansen i A-laget. Efter att kontraktet med Chelsea gått ut hade han kortare sejourer i några mindre engelska lag, innan han 2008 flyttade till Filippinerna.
I april 2011 blev det klart att James Younghusband och hans bror Phil Younghusband hade skrivit på för San Beda. San Beda nådde finalen i National Club Championships där man förlorade första matchen med 3-0 mot Teknika. I returmötet gjorde Younghusband 2-0 på frispark, San Beda lyckades dock inte göra ett tredje mål och man förlorade finalen med totalt 3-2. Efter mästerskapet skrev de båda bröderna på för Loyola.
James Younghusband gjorde debut för Filippinerna 2006, efter att en privatperson som spelat FIFA tipsat Filippinernas fotbollsförbund om att han var tillgänglig. Han har sedan dess spelat över 70 landskamper.